# Daniel Greig
Daniel Greig (Melbourne, 13 maart 1991) is een Australisch oud-langebaanschaatser. Vanaf het seizoen 2011/2012 maakte Greig deel uit van APPM en later van Team Beslist.nl van Van Velde. Sinds seizoen 2022/2023 is Greig ploegleider van het internationale Team Novus.

## Biografie
Tijdens zijn jeugd was Greig een goede inline-skater. In 2007 werd Greig, op het Wereldkampioenschap skeeleren in Cali (Colombia), eerste op de 200m tijdrit voor junioren. Ook een zilveren (300m tijdrit junioren) en bronzen medaille (500m junioren) werd door Greig in Cali gewonnen. In 2008 volgde Greig zichzelf op op de 200m tijdrit voor junioren op het WK in Gijón, Spanje.
Greig verhuisde daarna naar Heerenveen, samen met o.a. Joshua Lose en Sophie Muir om te gaan schaatsen onder Desly Hill voor het schaatsteam Team Gold Rush, een team van internationale schaatsers. Op 27 december 2008 reed hij zijn eerste schaatswedstrijd op de ijsbaan van Enschede. Greig reed al snel de limiet voor de World Cup, maar aangezien de Australische bond de voorkeur gaf aan Ben Southee, bleef Greig nog aan de kant. Nadat Greig in november 2009 de nationale records van Southee verbrak kreeg Greig de voorkeur en verdween Southee al snel van het langebaantoneel. Greigs eerste Wereldbekerwedstrijd vond begin december 2009 plaats in Calgary. Met de 36.17 op de 500 meter in Salt Lake City, Verenigde Staten plaatste Greig zich voor het WK Sprint in Obihiro, Japan en werd daar drieëndertigste (NC33).
Het seizoen 2010/2011 begon voor Daniel slecht met een knieblessure. Greig reed wel de wereldbekerwedstrijd in Berlijn en werd tweede bij de kortebaanwedstrijd in Uilesprong.
Tijdens het WK Sprint werd Greig 17e in de einduitslag na onder andere twee nationale records op beide 500 meters te hebben gereden. Een week later verbeterde Greig, tijdens de wereldbekerwedstrijd in Moskou, zijn Australische record met één honderdste tot 35.70 en werd daarmee tweede in de B-divisie. Op 18 januari 2014 werd Greig tijdens het WK Sprint in Nagano op de eerste 500 meter tweede achter Michel Mulder in 35,19 wat de beste 500 meter is voor een Australiër in de WK-historie. In het eindklassement werd hij derde. Na de Olympische Winterspelen in 2018 beëindigde Greig zijn schaatscarrière.

## Persoonlijke records
| Afstand    | Tijd      | Datum            | Baan           |
| ---------- | --------- | ---------------- | -------------- |
| 500 meter  | 0 34,64   | 26 januari 2013  | Salt Lake City |
| 1000 meter | 0 1.08,26 | 10 december 2017 | Salt Lake City |
| 1500 meter | 1.58,62   | 13 december 2010 | Heerenveen     |

## Resultaten
| Jaar | WK Sprint | WK Afstanden       | Olympische Spelen  | Wereldbeker        | WK Junioren        |
| ---- | --------- | ------------------ | ------------------ | ------------------ | ------------------ |
| 2009 |           |                    |                    |                    | 23e 500m 26e 1000m |
| 2010 | NC33e     |                    |                    | 49e 500m 57e 1000m | 7e 500m 11e 1000m  |
| 2011 | 17e       | 20e 500m 21e 1000m |                    | 36e 500m 40e 1000m |                    |
| 2012 | NC26e     | 21e 500m 22e 1000m |                    | 36e 500m 29e 1000m |                    |
| 2013 | NC26e     | 17e 500m 16e 1000m |                    | 19e 500m 19e 1000m |                    |
| 2014 | Brons     |                    | 39e 500m 22e 1000m | 18e 500m 24e 1000m |                    |
| 2015 |           |                    |                    | 0p 500m 0p 1000m   |                    |
| 2016 | 21e       |                    |                    | 0p 500m 0p 1000m   |                    |
| 2017 | DQ        | 23e 500m           |                    | 25e 500m 27e 1000m |                    |
| 2018 | 16e       |                    | 21e 500m 22e 1000m | 37e 500m 24e 1000m |                    |